# Rechazo de asistencia médica
En los servicios médicos de emergencia, como un escuadrón de ambulancias, un rechazo de asistencia médica es el término para cuando un paciente rechaza cualquiera o todas las partes del tratamiento médico.

## Fondo
El rechazo de asistencia médica, o RMA, garantiza la continuidad de la atención hacia la que los escuadrones de ambulancias tienen una responsabilidad. En una llamada de emergencia típica, el servicio de ambulancias evaluará y transportará al paciente a un centro adecuado. El servicio de la brigada de ambulancias hacia el paciente comienza con el contacto con el paciente y generalmente termina con el traslado al servicio de urgencias del hospital receptor. La llamada puede terminar de otras maneras; por ejemplo, un servicio de ambulancias puede cancelar sus propios servicios si el paciente se vuelve violento (seguridad de escena), si es cancelado por personal en el lugar (como la policía o, en el caso de un servicio UCI, el BLS EMT en el lugar), o a discreción del despachador (si otra ambulancia está mejor posicionada para atender la llamada).
En general, una vez establecido el contacto con el paciente, el servicio de ambulancia debe transportar u obtener una negativa adecuada del paciente.

## Tipos
Hay tres tipos generales de RMA, designados por ámbito. En el sentido más amplio, el paciente puede incluso negarse a ser evaluado por el SME. En general, sin embargo, el paciente se someterá a una evaluación (consistente en signos vitales y una evaluación) antes de preguntar o ser preguntado sobre la negativa de la agencia de emergencias. O un paciente puede rechazar sólo acciones específicas, como precauciones de columna C.

## Usos
Como política, los servicios de ambulancia generalmente no pueden liberar a un paciente por su cuenta - es decir, una tripulación generalmente no puede determinar que un paciente está bien (este es el trabajo de los médicos en un hospital). Extraoficialmente, puede ser obvio que un paciente no necesita transporte - en estas situaciones, el personal del SME puede "guiar" al paciente hacia un RMA.
La negativa es la más adecuada para estas situaciones; por ejemplo, un corte menor o hematoma o partes no heridas en un accidente automovilístico. También se puede utilizar donde se aconseja el transporte no crítico, pero sería contraproducente tomar la fiesta en ambulancia, por ejemplo, un niño herido pero temeroso podría ser consolado y transportado al hospital o al consultorio del médico por el padre.
En general, los escuadrones de ambulancias no pueden contravenir los deseos de un paciente mentalmente competente. Esto puede conducir a situaciones de probable compromiso cardíaco, probable trauma interno u otras situaciones potencialmente mortales. Sin embargo, si el paciente tiene una mente sana, generalmente es capaz de rechazar el tratamiento. El proveedor de EMS tiene opciones limitadas en este momento, ya que el SME generalmente no puede restringir y tomar a una persona involuntariamente. Sin embargo, dependiendo de la política local, la policía puede poner al paciente bajo custodia protectora (esencialmente arrestando a la persona y liberándola a la agencia del SME). Esta opción no debe perseguirse a la ligera. Esto normalmente se denomina RMA-AMA (negativa de asistencia médica contra el asesoramiento médico) para diferenciarla de una RMA estándar (que puede suponerse que es el final de una llamada trivial).